# سیارک ۷۲۱۳
سیارک ۷۲۱۳ (به انگلیسی: 7213 Conae، نامگذاری:1967KB) هفت هزار و دویست و سیزدهمین سیارک کشف شده‌است که در ۳۱ مه ۱۹۶۷ کشف شد.